# Kazimiera Zawistowska
Kazimiera Zawistowska z domu Jasieńska, ps. „Ira” (ur. 17 stycznia 1870 w Rasztowcach [Раштівці] na Podolu, zm. 28 lutego 1902 w Krakowie) – polska poetka okresu Młodej Polski, tłumaczka.

## Życiorys
Była córką ziemianina dr. Henryka Jasieńskiego, uczestnika powstania styczniowego, więźnia Kufsteinu, a później publicysty „Dziennika Lwowskiego” i „Gazety Narodowej”. Po odebraniu gruntownego domowego wykształcenia podróżowała m.in. do Szwajcarii i Włoch. Po powrocie wyszła za mąż za ziemianina Stanisława Jastrzębca-Zawistowskiego i zamieszkała z nim w Supranówce (Супранівка, Podole) w powiecie skałackim.
Utrzymywała ścisłe kontakty z lwowskim i krakowskim środowiskiem literackim. Publikowała w literackich czasopismach krakowskich i warszawskich („Życie”, „Krytyka” i „Chimera”), erotyki i pejzażowe wiersze z życia wsi podolskiej oraz przekłady wierszy belgijskich i francuskich symbolistów – m.in. Charles’a Baudelaire’a i Paula Verlaine’a.
Za życia była mało znana. Jej jedyny tomik – „Poezje” (1903) spotkał się z życzliwą przedmową Zenona Przesmyckiego – „Miriama”. Zbiór zawiera nastrojową lirykę, w której dominuje pejzaż kresowy. Poetycki język wzbogacają słowa zapożyczone z ukraińskiego i rosyjskiego, krąg aluzji mitologicznych poszerzają odwołania do mitologii słowiańskiej. Zawistowska napisała m.in. sonet „Lato” należący do cyklu „We wsi”, dziś uznawany za jeden z najpiękniejszych wierszy tamtego okresu na temat lata. Przykłady form sonetowych w twórczości Zawistowskiej to m.in. „Mniszki” i „Zmierzch”. Tworząc lirykę osobistą i pełną szczerości ukazywała budzenie się erotyzmu, jego znaczenie w psychice człowieka i ukrytą obecność we wszystkich sferach życia. Przypominała jednocześnie, że miłość jest nade wszystko poszukiwaniem i tęsknotą.
Nie są znane dokładne okoliczności jej śmierci. Legendę o jej rzekomym samobójstwie rozpowszechnił Stanisław Wyrzykowski, prawdopodobnie nieszczęśliwie zakochany w poetce. Według innych źródeł przyczyną śmierci Zawistowskiej mógł być atak serca, zapalenie płuc lub wypadek z bronią.

## Publikacje
Zbiory wierszy wydane pośmiertnie
- Poezje (1903) – ze wstępem Miriama
- Poezje[4] (1923) – z rękopisów wydał i wstępem poprzedził Stanisław Wyrzykowski
- Utwory zebrane (1982)